# Velòdrom d'Horta

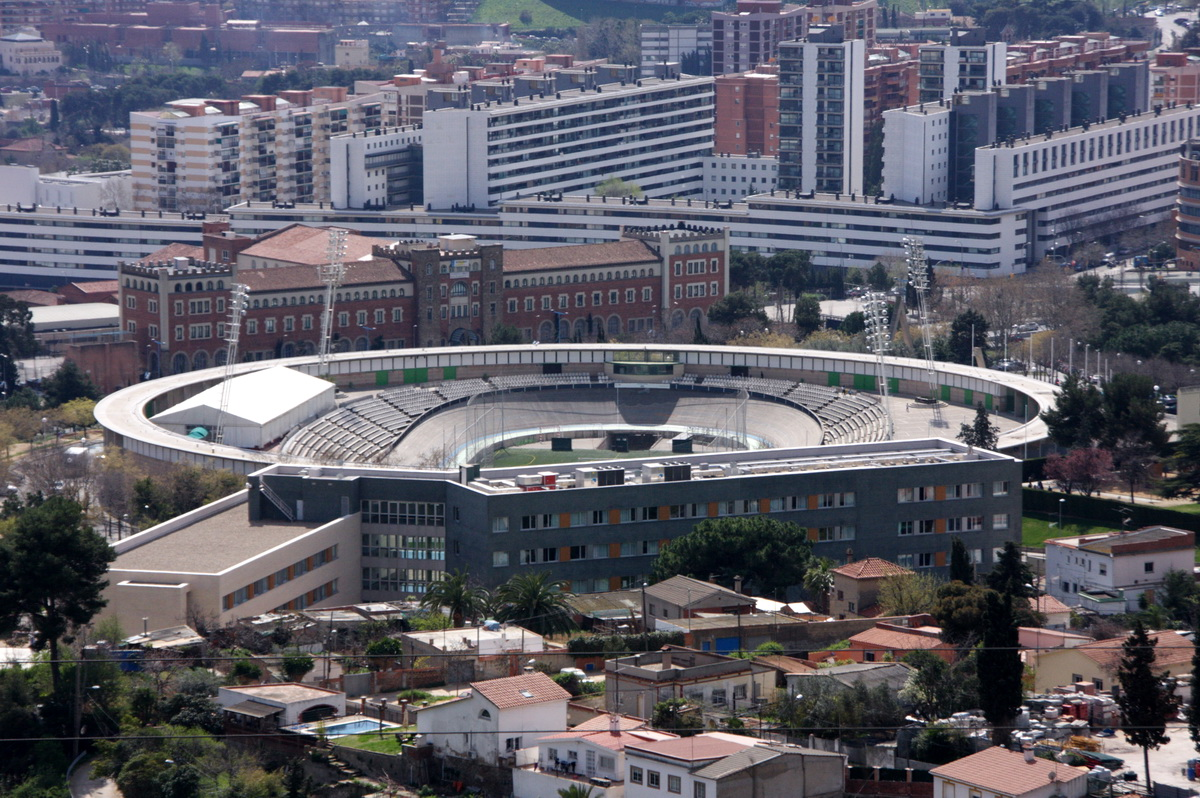
Het Velòdrom d'Horta gezien vanuit de verte

Het Velòdrom d'Horta is een wielerbaan in de wijk Horta-Guinardó van de Spaanse stad Barcelona. Het stadion heeft een capaciteit van 3.800 plaatsen en is eigendom van en wordt beheerd door de gemeente Barcelona. In het complex zijn ook verscheidene andere sportzalen. De baan is, net als vele andere in Europa en Azië, ontworpen door Hermann Schürmann.
De baan werd in gebruik genomen tijdens de wereldkampioenschappen baanwielrennen van 1984. Tijdens de Olympische Spelen van 1992 werd de baan ook gebruikt voor de wedstrijden baanwielrennen.